# Lake Preston
Lake Preston est une municipalité américaine située dans le comté de Kingsbury, dans l'État du Dakota du Sud. Selon le recensement de 2010, elle compte 599 habitants. La municipalité s'étend sur 0,76 milles carrés (1,97 km2).
Fondée en 1881, la ville doit son nom au lac Preston, ainsi nommé par John C. Frémont en l'honneur du sénateur William C. Preston (en).

## Démographie
| 1890 | 1900 | 1910  | 1920  | 1930 | 1940 |
| ---- | ---- | ----- | ----- | ---- | ---- |
| 337  | 706  | 1 007 | 1 008 | 944  | 886  |

| 1950 | 1960 | 1970 | 1980 | 1990 | 2000 |
| ---- | ---- | ---- | ---- | ---- | ---- |
| 957  | 955  | 812  | 789  | 663  | 737  |

| 2010 | - | - | - | - | - |
| ---- | - | - | - | - | - |
| 599  | - | - | - | - | - |